# 1977 في التلفزيون البريطاني
هذه قائمة بالأحداث المتعلقة التي حدثت بالتلفزيون البريطاني منذ عام 1977.

## الأحداث

### يناير
- 1 يناير - BBC1 تبث فيلم ويلي ونكا ومصنع الشوكولاتة.[1]

### شهر فبراير
- 15 فبراير - تم تقديم أول شخصية متحركة من Aardman ، Morph ، مع إطلاق سلسلة أطفال BBC Television Take Hart with Tony Hart .
- 26 فبراير - العرض التلفزيوني البريطاني الأول لفيلم جيمس بوند Thunderball على قناة ITV.[2]
- فبراير - لجنة عنان لمستقبل البث تقدم توصياتها. وهي تشمل إنشاء قناة تلفزيونية مستقلة رابعة، وإنشاء لجنة شكاوى البث وزيادة الإنتاج المستقل.[3]
- فبراير - تم تعيين مايكل جراد مديرًا للبرامج في London Weekend Television .

### مارس
- 27 مارس - يسوع الناصري ، مسلسل تلفزيوني بريطاني - إيطالي (شارك في إنتاجه Lew Grade) يعرض ولادة يسوع وحياته وخدمته وموته وقيامته بناءً على الروايات الواردة في الأناجيل الأربعة للعهد الجديد لأول مرة على التلفزيون البريطاني، بطولة روبرت باول في دور يسوع.
- 28 مارس - أطلق تلفزيون يوركشاير وتليفزيون تاين تيز تجربة إفطار تلفزيونية لمدة تسعة أسابيع. يُنسب إليه باعتباره أول برنامج تلفزيوني للإفطار في المملكة المتحدة، قبل ست سنوات من إطلاق TV-am و BBC's Breakfast Time.[4] [5] يعمل كلا البرنامجين في نفس الوقت، مع Tyne Tees و Good Morning North و Yorkshire's Good Morning Calendar . ينتهي كلا البرنامجين يوم الجمعة 27 مايو.

### أبريل
- 22 أبريل - بدأت السلسلة الأصلية لبرنامج السيارات Top Gear كمجلة محلية من إنتاج بي بي سي ميدلاندز من استوديوهات بيبل ميل في برمنغهام، قدمها أنجيلا ريبون وتوم كوين. في عام 1978 تم عرضه على BBC2 حيث تم بثه حتى عام 2001. في عام 2002 أعيد إطلاق المسلسل في شكل جديد.

### مايو
- 7 مايو - أقيمت مسابقة الأغنية الأوروبية الثانية والعشرون في لندن. مع تقديم أنجيلا ريبون، فازت ماري ميريام بالمسابقة ممثلة فرنسا بأغنيتها " L'oiseau et l'enfant " («الطائر والطفل»). وجاء الإدخال البريطاني " Rock Bottom " (الذي كتبه وغناؤه لينسي دي بول ومايك موران) في المركز الثاني.

### يونيو
- من 6 إلى 9 يونيو - يشاهد مشاهدو التلفزيون في بريطانيا وحول العالم تغطية حية لاحتفالات اليوبيل الفضي لإليزابيث الثانية، بينما تعرض مسلسلات التتويج شارع التتويج موكبًا متقنًا لليوبيل في القصة، حيث تضم مديرة روفرز Return Inn آني ووكر ارتدي زيًا متقنًا مثل الملكة إليزابيث الأولى. يلعب كين بارلو و «العم ألبرت» دور إدموند هيلاري وشيربا تينزينج على التوالي.
- 20 يونيو - بث تلفزيون أنجليا الفيلم الوثائقي المزيف البديل 3 . يدخل في قانون نظرية المؤامرة.

### يوليو
- 7 يوليو - تم بث الحلقة الأولى من المسلسل الوثائقي لهيئة الإذاعة البريطانية (Brass Tacks)، والتي تضمنت نقاشًا حول ما إذا كان ينبغي اعتبار ميرا هيندلي للإفراج المشروط عن عقوبة السجن المؤبد التي تلقتها لدورها في جرائم القتل التي ارتكبها المغاربة في عام 1966.

### أغسطس
- لا أحداث.

### أكتوبر
- 1 أكتوبر - إيان تريثوان يخلف تشارلز كوران في منصب المدير العام لهيئة الإذاعة البريطانية.
- 19 أكتوبر - تم إذاعة الإصدار الأول من المجلة الأسبوعية الجديدة للنساء الآسيويات، غربار . كان من المقرر أن يستمر البرنامج لمدة 26 أسبوعًا فقط ولكنه استمر لمدة 500 أسبوع تقريبًا، وانتهى في النهاية في أبريل 1987.[6]

### نوفمبر
- 13 نوفمبر - يبث BBC1 الحلقة الأخيرة من Dad's Army .
- 19 نوفمبر / تشرين الثاني - بث التلفزيون الجنوبي لأول مرة المسلسل التعليمي الأمريكي لأطفال شارع سمسم .
- 20 نوفمبر - العرض التلفزيوني البريطاني الأول لفيلم جيمس بوند You Only Live Twice . [2]
- 26 تشرين الثاني (نوفمبر) - انقطاع بث التلفزيون الجنوبي: بعد الساعة 5.10 مساءً بقليل في منطقة التلفزيون الجنوبي ITV ، يخطف المخادع صوت أخبار التلفزيون المستقل من جهاز إرسال IBA في هانينجتون، هامبشاير، ويبث رسالة يدعي أنه ممثل لمجلة Ashtar Galactic أمر. يتصل آلاف المشاهدين بالجنوب أو IBA أو ITN أو الشرطة للحصول على تفسير؛ لم يتم تأكيد هوية المتسلل.

### ديسمبر
- 25 كانون الأول (ديسمبر) - اجتذب كل من برنامج Mike Yarwood Christmas Show [7] [8] [9] و The Morecambe &amp; Wise Christmas Show على بي بي سي 1 جمهورًا يزيد عن 28 مليونًا، وهو من أعلى المعدلات في تاريخ التلفزيون البريطاني.[10] [11] [12] [13] [14] [15] [16]
- 31 ديسمبر - يتنحى بروس فورسيث عن دور مقدم برنامج The Generation Game بعد ست سنوات.[17]

### غير معروف
- تم سحب فيلم Scum ، وهو جزء من سلسلة مختارات Play for Today التابعة لـ BBC1 ، من البث بسبب الجدل حول تصويره للحياة في مؤسسة الجانحين الشباب (المعروفة في هذا الوقت في المملكة المتحدة باسم borstal). بعد ذلك بعامين، قام المخرج آلان كلارك بعمل نسخة فيلم مع معظم الممثلين، وتم نقل المسرحية الأصلية نفسها في النهاية على القناة الرابعة في عام 1991.
- تنتقل مزرعة Emmerdale من النهار إلى وقت الذروة (7 pm) على الرغم من أن خمس مناطق - Anglia Television و Thames Television و Westward Television / TSW و Grampian Television و Scottish Television - تم بث البرنامج في 5.15 مساءً، مع تغير الأيام في وقت ما.

## لأول مرة

### بي بي سي الأولى
- 2 يناير - أجنحة (1977-1978)
- 5 يناير - روزي (1977-1981)
- 7 يناير - السيد بيج (1977)
- 9 يناير - راسكال الراكون (1977)
- 13 فبراير - روب روي (1977)
- 15 فبراير - تيك هارت (1977-1983)
- 27 مارس - نيكولاس نيكلبي (1977)
- 27 مارس - اليوبيل (1977)
- 5 أبريل - سقف فوق رأسي (1977)
- 8 أبريل - الجذور (1977)
- 12 أبريل - المواطن سميث (1977-1980)
- 2 مايو - ماكينون (1977)
- 10 يونيو - لا ضرورة للتعيين (1977)
- 11 يونيو - خارق (1977)
- 15 يونيو - وسطاء (1977)
- 7 يوليو - المسامير النحاسية (1977-1988)
- 4 سبتمبر نسر التاسع (1977)
- 7 سبتمبر - الجيش السري (1977-1979)
- 9 سبتمبر - الهدف (1977-1978)
- 10 سبتمبر - خنزير النعناع (1977)
- 17 أكتوبر - ديس أوكونور تونايت (1977-2002)
- 2 نوفمبر - الملك سيندر (1977)
- 1 نوفمبر - الآخر (1977-1978)
- 13 ديسمبر - ارجع يا سيدة نوح (1977-1978)

### بي بي سي الثانية
- 10 يناير - إليانور ماركس (1977)
- 26 يناير - The Velvet Glove (1977)
- 7 فبراير - مدير المدرسة (1977)
- 20 فبراير - دراما (1977)
- 8 مارس - جناح من ثلاث قطع (1977)
- 10 أبريل - إستر ووترز (1977)
- 18 أبريل - لا تنسى الكتابة! (1977-1979)
- 8 مايو - قتل معظم الإنجليزية: وقائع Flaxborough (1977)
- 13 يونيو - رحلة البكر (1977)
- 6 يوليو - المسامير النحاسية (1977-1988)
- 18 سبتمبر - 1990 (1977–1978)
- 19 سبتمبر - البحث الطويل (1977)
- 25 سبتمبر - آنا كارنينا (1977)
- 21 أكتوبر - مذكرات كلفرت (1977)
- 7 تشرين الثاني (نوفمبر) - من يدفع المعدّيّ؟ (1977)
- 30 نوفمبر - يوستاس وهيلدا (1977)

### آي تي في
- 10 يناير - أطفال الأحجار (1977)
- 11 يناير - عش روبن (1977-1981)
- 16 يناير - صمد (1977)
- 6 فبراير - جست ويليام (1977-1978)
- 9 فبراير - الحصان في المنزل (1977)
- 17 فبراير - مسرح جالتون وسيمبسون (1977)
- 25 فبراير - رافلز (1977)
- 2 مارس - الرومانسية (1977)
- 27 آذار - يسوع الناصري (1977)
- 15 أبريل - عودة إلى الأرض (1977-1978)
- 18 أبريل - ملكة جمال جونز وابنه (1977-1978)
- 18 أبريل - فلوكتون فلاير (1977-1978)
- 20 أبريل - داوسون والأصدقاء (1977)
- 21 أبريل - جزيرة الفردوس (1977)
- 7 مايو - Dynomutt ، Dog Wonder (1976–1977)
- 8 مايو - ملك القلعة (1977)
- 18 مايو - مجموعة الخمسات (1977-1978)
- 29 مايو - دراما الأحد (1977-1978)
- 13 يونيو - كوخ للترك (1977)
- 6 يوليو - أنا بوب، إنه ديكي (1977-1978)
- 8 يوليو - المؤسسة (1977-1978)
- 15 يوليو - ديفينيش (1977)
- 17 يوليو - هاي سمر (1977)
- 28 تموز (يوليو) - امتصاص حاد للنفس (1977-1981)
- 28 يوليو - صوت الضحك (1977)
- 31 يوليو - ها أنا أقف... (1977)
- 1 أغسطس - لورد ترامب (1977)
- 7 أغسطس - Took and Co. (1977)
- 24 أغسطس - The Paper Lads (1977-1979)
- 1 سبتمبر - The Mighty B! (1977-1982)
- 6 سبتمبر - لندن ملك لي (1977)
- 6 سبتمبر - أنت فقط يونغ مرتين (1977-1981)
- 7 سبتمبر - عامل كريبتون (1977-1995 ، 2009-2010)
- 8 سبتمبر - الزغب (1977)
- 9 سبتمبر - حب ليديا (1977)
- 18 سبتمبر - سيكون كل شيء على ما يرام في الليل (1977 حتى الآن)
- 25 سبتمبر - تكلفة المحبة (1977)
- 26 سبتمبر - خط Upchat (1977)
- 12 أكتوبر - منتصف الليل مكان (1977-1978)
- 27 أكتوبر - الرجل الغريب خارج (1977)
- 30 ديسمبر - اهتم بلغتك (1977-1979)
- 30 ديسمبر - المحترفون (1977-1983)

## البرامج التلفزيونية المستمرة

### عشرينيات القرن الماضي
- بي بي سي ويمبلدون (1927-1939، 1946-2019، 2021 حتى الآن)

### الثلاثينيات
- سباق القوارب (1938-1939، 1946-2019)
- بي بي سي للكريكيت (1939، 1946-1999، 2020-2024)

### الأربعينيات
- تعال للرقص (1949-1998)

### الخمسينيات
- الأيام الخوالي (1953-1983)
- بانوراما (1953 حتى الآن)
- ممتاز جدا (1955-1984، 2020 إلى الوقت الحاضر)
- فرصة نوكس (1956-1978، 1987-1990)
- هذا الأسبوع (1956-1978، 1986-1992)
- ماذا تقول الأوراق (1956-2008)
- السماء في الليل (1957 إلى الوقت الحاضر)
- بلو بيتر (1958 إلى الوقت الحاضر)
- المدرج (1958-2007)

### الستينيات
- شارع التتويج (1960 إلى الوقت الحاضر)
- أغاني التسبيح (1961 - حتى الآن)
- سيارات زي (1962-1978)
- سحر الحيوان (1962-1983)
- دكتور هو (1963-1989، 2005 حتى الآن)
- العالم في العمل (1963-1998)
- توب أوف ذا بوبس (1964-2006)
- مباراة اليوم (1964 حتى الآن)
- مفترق طرق (1964-1988، 2001-2003)
- مدرسة اللعب (1964-1988)
- السيد والسيدة (1964-1999)
- عالم الرياضة (1965-1985)
- Jackanory (1965-1996، 2006 حتى الآن)
- سبورتس نايت (1965-1997)
- إنها ضربة قاضية (1966-1982، 1999-2001)
- برنامج المال (1966 حتى الآن)
- مسرح ITV (1967-1982)
- العقعق (1968-1980)
- المباراة الكبيرة (1968-2002)
- على الصعيد الوطني (1969-1983)
- اختبار الشاشة (1969-1984)

### السبعينيات
- الأشياء الجيدة (1970-1982)
- خط أوندين (1971-1980)
- اختبار صافرة غراي القديمة (1971-1987)
- The Two Ronnies (1971–1987، 1991، 1996، 2005)
- كلابيربورد (1972-1982)
- محكمة التاج (1972-1984)
- طاحونة بيبل آت ون (1972-1986)
- قوس قزح (1972-1992، 1994-1997)
- هل يتم خدمتك؟ (1972-1985)
- إميرديل (1972 حتى الآن)
- نيوزراوند (1972 حتى الآن)
- عطلة نهاية الأسبوع العالمية (1972-1988)
- بيبكينز (1973-1981)
- نحن الأبطال (1973-1987)
- آخر نبيذ الصيف (1973-2010)
- هكذا الحياة! (1973-1994)
- Happy Ever After (1974–1978)
- ارتفاع الرطوبة (1974–1978)
- داخل هذه الجدران (1974-1978)
- انها ليست نصف حار أمي (1974-1981)
- تيسواس (1974–1982)
- أتمنى لو كنت هنا...؟ (1974-2003)
- الحياة الجيدة (1975–1978)
- سويني (1975-1978)
- الوحوش الصغيرة (1975–1978)
- ميلتون المجهري (1975-1978)
- ساحات المشاهير (1975-1979، 1993-1997، 2014 إلى الوقت الحاضر)
- رقصة الفالس الوقواق (1975-1980)
- أرينا (1975 إلى الوقت الحاضر)
- جيم سوف يصلحه (1975-1994)
- عرض الدمى المتحركة (1976–1981)
- عندما يأتي القارب (1976-1981)
- متجر مقايضة متعدد الألوان (1976–1982)
- رينتاغوست (1976–1984)
- رجل واحد وكلبه (1976 إلى الوقت الحاضر)

## إنتهت في عام 1977
- 23 فبراير - The Wheeltappers and Shunters Social Club (1974–1977)
- 25 مارس - عصيدة (1974-1977)
- 8 يونيو - الناجون (1975-1977)
- 24 أغسطس مغامرات روبرت بير (1969-1977)
- 13 نوفمبر - جيش أبي (1968-1977)
- 17 ديسمبر - المنتقمون الجدد (1976-1977)
- 24 ديسمبر - دوقة شارع ديوك (1976-1977)

## المواليد
- 1 يناير - آنا أكتون، ممثلة
- 13 يناير - أورلاندو بلوم، ممثل
- 10 مارس - ريتا سيمونز، ممثلة ومغنية وعارضة أزياء
- 13 مايو - سامانثا مورتون، ممثلة
- 24 مايو - جو جوينر، ممثلة
- 30 مايو - راشيل ستيرلينغ، ممثلة
- 31 مايو - ديبي كينج، مقدم
- 5 يونيو - إيما كروسبي، مذيعة أخبار ومقدمة أخبار وصحفية
- 22 أغسطس - سارة البطل، ومقدمة ومسابقة القرص
- 1 سبتمبر - لوسي بارجيتر، ممثلة
- 12 سبتمبر - جيمس مكارتني، مغني وكاتب أغاني
- 15 سبتمبر - توم هاردي، ممثل
- 25 سبتمبر - جورجي طومسون، صحفي رياضي
- 3 أكتوبر - ممثلة كوميدية شازية ميرزا
- 3 ديسمبر - جينيفر جيمس، ممثلة
- 23 ديسمبر - مات بيكر، مقدم

## حالات الوفاة
- 25 فبراير - باتريشيا هينز، 45 عاما، ممثلة
- 29 أغسطس - إدوارد سنكلير، 63 عامًا، ممثل (شريك موريس ييتمان في جيش أبي)